# جورج برمان
جورج برمان (بالإنجليزية: George Burman) هو لاعب كرة قدم أمريكية أمريكي، ولد في 1 ديسمبر 1942 في شيكاغو في الولايات المتحدة.

## وصلات خارجية
- جورج برمان على موقع مرجع كرة القدم المحترفة.كوم (الإنجليزية)